# Новоалександровский сельский совет (Запорожский район)
Новоалександровский сельский совет (укр. Новоолександрівська сільська рада) — входит в состав
Запорожского района
Запорожской области
Украины.
Административный центр сельского совета находится в 
с. Новоалександровка.

## Населённые пункты совета
- с. Новоалександровка
- с. Новооленовка
- с. Юльевка